# Xyelacyba myersi
Xyelacyba myersi is een straalvinnige vissensoort uit de familie van naaldvissen (Ophidiidae). De wetenschappelijke naam van de soort is voor het eerst geldig gepubliceerd in 1961 door Cohen.